# Яблан, Милян
Милян Яблан (серб. Miljan Jablan; род. 30 января 1985, Врбас, САК Воеводина) — сербский футболист, защитник клуба «Борац».

## Клубная карьера
Играл в Сербии за разные клубы. В январе 2012 года перешёл в гродненский «Неман», однако из-за травмы впервые появился на поле лишь 18 мая в матче 11 тура против «Гомеля». Дебют получился неудачным: из-за его ошибок команда пропустила два гола, а сам он был заменен уже на 30-й минуте. Позже, однако, закрепился в основном составе.
Сезон 2013 начинал основном центральным защитником команды, но позже был переведен на позицию опорного полузащитника, где также выступал успешно. 28 сентября 2013 года отомстил «Гомелю», забив в его ворота красивый мяч с 40 метров.
В феврале 2014 года перешёл в казахстанский клуб «Кайсар». Сыграл за «Кайсар» 18 матчей, но по завершении сезона 2014 покинул Кызылорду. В феврале 2015 года подписал контракт с «Акжайык».
Летом 2015 года вернулся в Сербию, став игроком клуба «Борац». С февраля по август 2016 года выступал за литовскую «Судуву», а позже вернулся в «Борац». В начале 2017 года стал игроком черногорского клуба «Младост», с которым завоевал бронзовые медали чемпионата Черногории. Летом 2017 года перешел в «Алашкерт», однако после первой половины сезона 2017/18 из-за травмы покинул команду.
В июле 2018 года присоединился к клубу «Пролетер», который вышел в сербскую Суперлигу.

## Достижения

### «Судува»
- Финалист Кубка Литвы: 2016

### «Алашкерт»
- Чемпион Армении: 2017/18
- Финалист Кубка Армении: 2017/18